# جيمس ليا سيليكي
جيمس ليا سيليكي (بالفرنسية: James Léa-Siliki)‏ (12 يونيو 1996 بسارسيل في فرنسا - ) هو لاعب كرة قدم فرنسي في مركز الهجوم. لعب مع ستاد رين.

## وصلات خارجية
- جيمس ليا سيليكي على موقع اتحاد تركيا (لاعب) (الإنجليزية)
- جيمس ليا سيليكي على موقع رابطة كرة القدم الفرنسية للمحترفين (الإنجليزية)
- جيمس ليا سيليكي على موقع إي إس بي إن إف سي (الإنجليزية)
- جيمس ليا سيليكي على موقع قاعدة بيانات كرة القدم.إي يو (الإنجليزية)
- جيمس ليا سيليكي على موقع ليكيب (الفرنسية)
- جيمس ليا سيليكي على موقع ناشيونال فوتبول تيمز (الإنجليزية)
- جيمس ليا سيليكي على موقع Soccerbase.com (لاعب) (الإنجليزية)
- جيمس ليا سيليكي على موقع Soccerway.com (الإنجليزية)
- جيمس ليا سيليكي على موقع عالم كرة القدم.نت (الإنجليزية)